# Уницы (Кашинский район)
Уни́цы — село в Кашинском городском округе Тверской области.

## География
Село расположено в 29 км на северо-запад от города Кашина.

## История

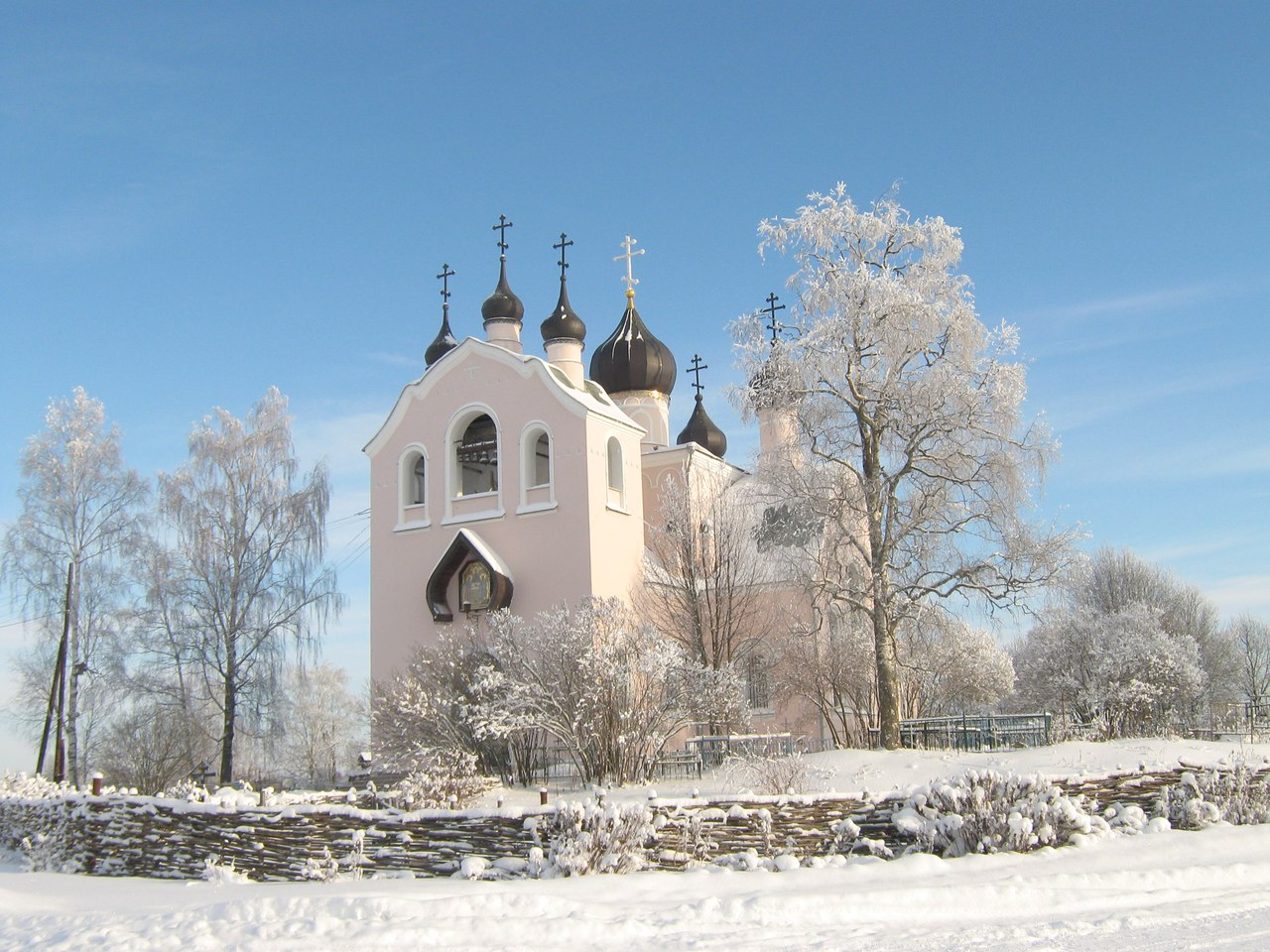
Храм Живоначальной Троицы в Уницах

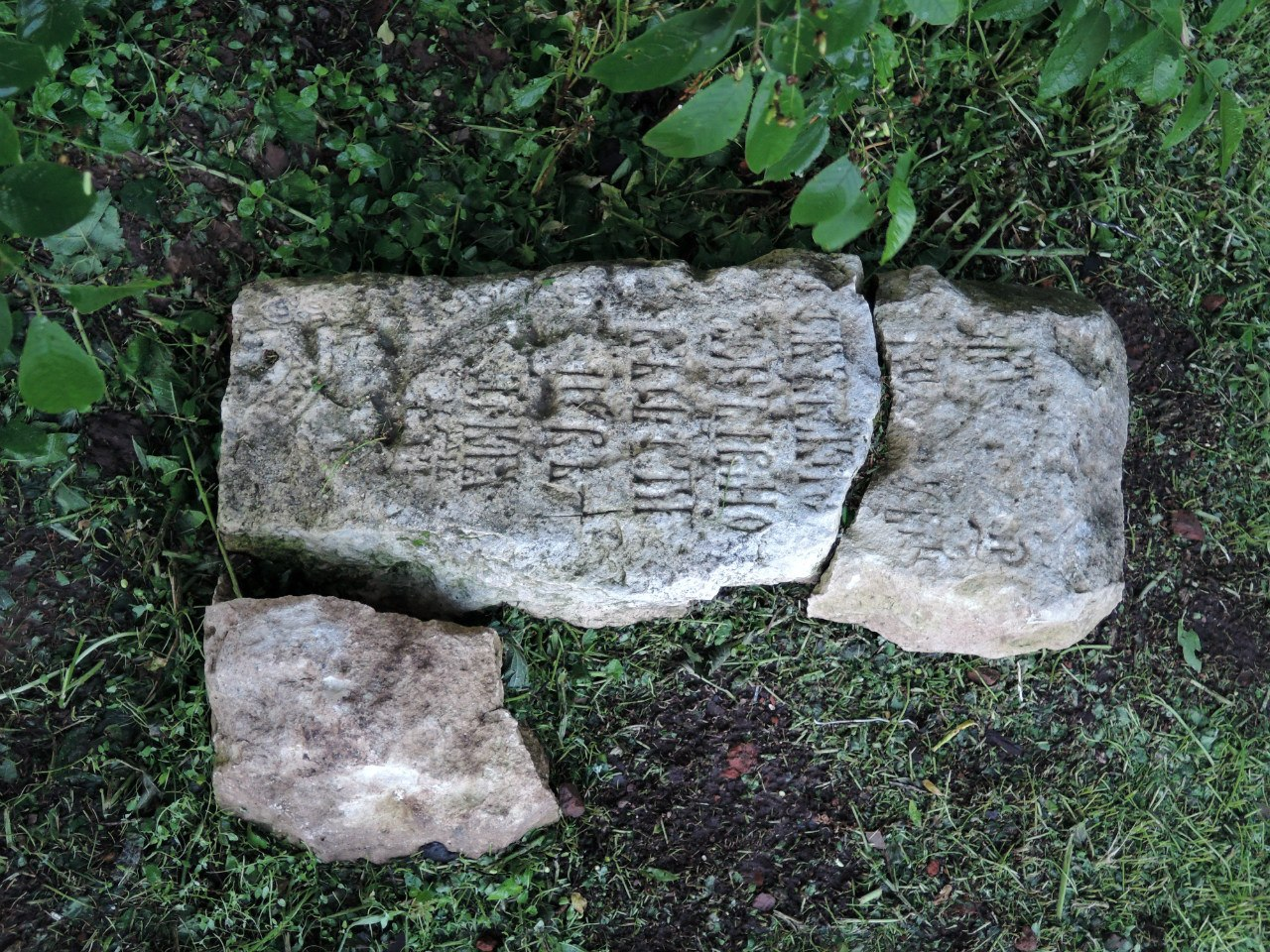
надгробная плита 1610(?) года боярина Ртищева, обнаруженная возле Троицкой церкви села Уницы

Наиболее ранним сведением о существовании села и церкви является надгробная плита боярина Степана Ивановича Ртищева 1610 года, обнаруженная в 1907 году под алтарём сгоревшего деревянного храма.
В 1738 году в селе была построена деревянная Троицкая церковь с 2 престолами.
В XVII—XVIII веках — вотчина бояр Ртищевых. В XIX — начале XX века — имение помещиков Воробьёвых. В 1915 году в Уницах был возведён кирпичный трёхпрестольный храм во имя Живоначальной Троицы, Николая Чудотворца и Покрова Пресвятой Богородицы.
В конце XIX — начале XX века село входило в состав Савцынской волости Кашинского уезда Тверской губернии. В 1889 году в селе было 49 дворов, церковно-приходская школа, кузница, трактир.
С 1929 года село являлось центром Уницкого сельсовета Кашинского района Кимрского округа Московской области, с 1935 года — в составе Калининской области, с 1994 года — центр Уницкого сельского округа, с 2005 года — центр Уницкого сельского поселения, с 2018 года — в составе Кашинского городского округа.
До 2016 года в селе работала Уницкая основная общеобразовательная школа (открыта в 1986 году). С 2016 года Уницкая ООШ переехала в здание детского сада и работает по сей день.

## Население
| 1859 | 1889 | 1997 | 2002 | 2010 |
| ---- | ---- | ---- | ---- | ---- |
| 138  | ↗160 | ↗559 | ↘497 | ↘482 |

## Инфраструктура
В селе имеются детский сад, школа, офис врача общей практики, отделение почтовой связи, два продуктовых магазина

## Достопримечательности
Село сохранило историческую зону со старинной планировкой и несколькими старинными домами, оформленными в местной манере, а а также церковный погост с Троицкой церковью (1910—1915 гг.), построенной по проекту архитектора Виктора Назарина. Это один из лучших памятников церковного зодчества XX века в Тверском крае. Небольшая и уютная, но при этом очень поместительная церковь следует популярным в то время образцам неорусского стиля (творческая переработка древнерусских архитектурных элементов), в котором попробовал себя и Назарин (довольно непривычный стиль для этого архитектора, но получилось вполне удачно). Планировка села практически не изменилась с 1770-х годов, хотя нет сомнений, что такой она была и задолго до этого.